# (72584) 2001 FO1
2001 أف أو 1 (ويعرف أيضًا باسم (72584) 2001 أف أو 1 وفق تسمية الكوكب الصغير) (بالإنجليزية: 2001 FO1)‏ هو كويكب ضمن حزام الكويكبات؛ وترتيبه 72584 من حيث الاكتشاف.
اكتُشف هذا الجُرم الفلكي بواسطة جون بروفتون في 19 مارس 2001.

## وصلات خارجية
- (72584) 2001 FO1 في قاعدة بيانات مختبر الدفع النفاث لأجرام النظام الشمسي الصغيرة

- الاكتشاف · مخطط المدار ·  العناصر المدارية · المعلمات المادية

- (72584) 2001 FO1 على موقع ويكي سكاي: DSS2, SDSS, GALEX, IRAS, Hydrogen α, X-Ray, Astrophoto, Sky Map, Articles and images